# روزگار رادیو
روزگار رادیو (انگلیسی: Radio Days) فیلمی در ژانر کمدی-درام به کارگردانی وودی آلن است که در سال ۱۹۸۷ منتشر شد.

## خلاصه فیلم
تکه‌های مختلفی از زندگی یک خانوادهٔ نمونه ساکن بروکلین در دههٔ ۱۹۴۰ از دیدگاه پسر کوچک خانواده، جو، روایت می‌شود و طی آن‌ها مشغله‌ها و علایق اعضای مختلف خانواده و بستگان جو از جمله برنامه‌های رادیویی محبوب‌شان مورد اشاره قرار می‌گیرد…